# Aeroportul Corazon De Jesus
Aeroportul Corazon De Jesus (IATA: CZJ) este un aeroport din Guna Yala, Panama ce deservește zona Isla Corazón de Jesús⁠(d).
Situat la o altitudine de 2 m, aeroportul dispune de o singură pistă.